# Kaisei
Le Kaisei (ou STS Kaisei) est un brick-goélette à coque acier, construit de 1987 à 1990 dans les chantiers navals Stocznia Gdańska à Gdansk en Pologne, sur les plans de l’architecte naval Zygmunt Choreń.

## Histoire
Son nom, Kaisei, signifie « Planète Océan » en langue japonaise.

À l'origine ce brigantin fut commandé par l’Association de plaisance polonaise mais fut acquis par l’Association de formation de voile du Japon (STAJ)

Le Kaisei fit son premier voyage pour rejoindre le Japon en passant par le canal de Panama.
En 1993, après une longue croisière de 16 mois sous le drapeau des Nations unies, il subit la violence d'une tempête avec des vents de 100 nœuds (190 km/h) au large des côtes de l'Écosse.
Sous pavillon japonais, il a visité 14 pays et parcouru intensivement le Pacifique.

### Institut Ocean Voyages
Il a été acquis depuis par l’ Institut Ocean Voyages basé à Sausalito, une organisation californienne de type 501c qui a pour mission la préservation de l'océan et la formation maritime traditionnelle. Dans le cadre du Project Kaisei , basé à San Francisco et Hong Kong elle étudie les phénomènes de pollution comme le Vortex de déchets du Pacifique nord.